# Olindias formosa
Olindias formosa là một loài sứa thuộc họ Olindiidae. Loài sứa này sinh sống ở Tây Thái Bình Dương ngoài khơi miền nam Nhật Bản. Nó có đặc điểm là những xúc tu sáng bóng có thể cuộn lại và bám chặt mũ sứa khi không sử dụng.